# 呉尚原
呉 尚原（Oh Sang Won、オ・サンウォン、1930年11月5日 - 1985年12月3日 ）は韓国の小説家。平安北道 宣川郡 出身。

## 略歴
1930年11月5日、平安北道 宣川郡 に生まれる。ソウル大仏語仏文学科を卒業した1953年、新劇協議会の公募に『녹스는 파편(さびた破片)』が当選。1955年には『韓国日報』新春文芸に『유예(猶予)』が当選され文壇デビューした。呉は朝鮮戦争後の時代状況を多く作品化した代表的な戦後作家の一人である。
呉の作品『유예(猶予)』は、敵陣で飢えと寒さに耐えられず死に至る兵士の状況を描いている。また、代表作品の一つである『모반(謀反)』は、戦争直後の社会的、政治的混乱期を背景にしたもので、政党間の葛藤を中心に青年党員たちの間に行われたテロをテーマにしている。
呉はフランス行動主義文学と実存主義文学の影響を受けながらも、韓国の戦後世代の風土の中で独自の作品を描いたため、1950年代を代表する作家の一人と評価されている。

## 年譜
- 1930年、11月5日平安北道 宣川郡 に生まれる。[1]
- 1953年、新劇協議会の公募に『녹스는 파편(さびた破片)』が当選。
- 1955年、『韓国日報』新春文芸に『유예(猶予)』が当選して登壇。
- 1958年、第3回東仁文学賞受賞。
- 1959年、『朝鮮日報』記者。
- 1960-1985年、『東亜日報』勤務。

## 代表作品
- 1955年、유예(猶予)、균열(亀裂)、죽음에의 훈련(死への訓練)[3][4]
- 1956年、죽어살이(死んで生きる)、 증인(証人)
- 1957年、모반(謀反)、 백지의 기록(白紙の記録)
- 1958年、사이비(似而非)、부동기(浮動期)
- 1959年、보수(報酬)、표정(表情)、현실(現実)、파편(破片)
- 1961年、무명기(無名期)
- 1964年、훈장(勲章)、거리(街)、암류(暗流)
- 1965年、담배(煙草)
- 1974年、모멸(侮蔑)
- 1977年、잃어버렸던 이야기(失くしていた話)
- 1981年、산(山)
- 1985年、겹친 과거(重なった過去)